# Bitwa o Bajaur
Bitwa o Bajaur (Operacja Sherdil) – bitwa stoczona przez pakistańską armię przeciwko talibom i plemiennym bojówkom protalibskim (m.in Al-Ka’ida), którzy kontrolowali okręg Bajaur. Operacja była jednym z epizodów pakistańskiej wojny z talibami. Bitwa na celu miała zdobycie kontroli nad okręgiem, który jest uważany za główną bazę miejscowych talibów i bojowników związanych z Al-Kaidą. Operacja na terenach plemiennych trwała w dniach 7 sierpnia 2008 – 28 lutego 2009 i zakończyła się zwycięstwem Pakistańczyków.
Jednak wskutek przeniknięcia grup rebeliantów do Bajaur po sukcesie armii pakistańskiej w Południowym Waziristanie, na początku 2010 wznowiono ofensywę, która zakończyła się 20 kwietnia 2010, według rządu kolejnym sukcesem.

## Przebieg walk

### I faza
Walki rozpoczęły się 7 sierpnia, kiedy to armia Pakistanu zaatakowała Talibów w twierdzy w Bajaur. Okrąg Bajaur graniczy z afgańską prowincją Kunar skąd swobodnie napływały kolejne grupy talibów w czasie walk.
Pierwsza seria walki wokół Bajaur trwały trzy dni. Pierwszego dnia w dziewięciogodzinnych walkach zginęło co najmniej 20 talibów. Armia pakistańska zmobilizowała do walki ok. 8000 żołnierzy.
11 sierpnia śmigłowce bojowe zaatakowały rebeliantów na granicy zabijając około 50 bojowników. Nie było ofiar w siłach bezpieczeństwa
13 sierpnia w wyniku odpalenia rakiet z terytorium Afganistanu zginęło około 10 talibów W kilku następnych dniach w wyniku zaciętych walk zginęło ponad 100 talibskich rebeliantów.
21 sierpnia w rejonie Bajauar w mieście Wah doszło do zamachu bombowego w którym zginęło 57 osób. Do zamachu przyznały się bojówki.

#### Otwarcie frontu w Dolinie Swat
23 sierpnia rozpoczęły się krwawe walki w dolinie Swat, która leży nieopodal Agencji Bajaur. W tym momencie na północy Pakistanu utworzył się drugi front, który umożliwił szybsze pokonanie talibów w strefach walk, ze względu na podzielenie się ich bojówek. Siły rządowe zabiły co najmniej 35 talibów w Swat. Zginęło także 4 wojskowych. Starcia pomiędzy wojskiem a ekstremistami wybuchły bezpośrednio po przeprowadzeniu dwóch zamachów na posterunki policji w dolinie Swat, w których zginęło co najmniej 15 osób.
25 sierpnia bojówki protalibskich organizacji za pomocą granatników zaatakowała dom urzędnika lokalnej administracji w pakistańskiej dolinie rzeki Swat zabijając 10 osób. Wśród ofiar są członkowie rodziny urzędnika oraz siedmiu ochroniarzy.

#### Kontynuacja I fazy
27 sierpnia rozpoczęła się kolejna seria ciężkich walk nieopodal miasta Bajaur w których zginęło około 30 bojowników, w tym kilku cudzoziemskich i powiązanych z Al-Kaidą
28 sierpnia został przeprowadzony przez bojówkarzy zamach samobójczy, którego celem był pojazd, którym jechali policjanci i funkcjonariusze więzienia niedaleko miasta Bannu. Oni stanowią większość ofiar zamachu. Do końca sierpnia zginęło około 70 bojowników. Największe straty odnotowali dnia 30 sierpnia 2008.
2 września Międzynarodowe Siły Bezpieczeństwa w Afganistanie przeprowadziły nalot w północno-zachodnim Pakistanie. Pakistan potępił 3 września nalot, w wyniku którego zginęło 20 osób, w tym kobiety i dzieci. Ani strona pakistańska ani amerykańska nie potwierdziły jednak oficjalnie informacji o udziale wojsk USA w akcji.
Z powodu sierpniowych walk około 300.000 mieszkańców okręgu zostało zmuszonych do opuszczenia swoich domostw, co jest największym wysiedleniem w historii Pakistanu.
Do końca września 2008 w walkach poległo ok. 1 000 rebeliantów. Wśród nich był jeden z lokalnych wodzów Al-Kaidy - Egipcjanin Abu Saeed Al-Masri. W tym samym armia poniosła 82 straty.
Zamach bombowy w Islamabadzie na hotel Marriott z 20 września jest przypisywany talibom odwet za poniesione klęski w Bajaur. W zamachu zginęły 54 osoby, 266 zostały ranne.
W kolejnych miesiącach walki w Agencji Bajaur były o wiele mniejsze, a nowe starcia wybuchły w Dolinie Swat i innych pobliskich okręgach. W ostatnich miesiącach 2008 lotnictwo USA regularnie ostrzeliwało z samolotów bezzałogowych tereny plemienne głównie w Waziristanie, ale także w Bajaur.
Bitwa była uważana za jeden z ważniejszych epizodów wojny w Pakistanie z terroryzmem. Bajaur jako twierdza talibów w Pakistanie miał wielki wpływ na inne tereny plemienne, gdzie działały terrorystyczne bojówki. Ponadto podczas bitwy stale do Bajaur napływały nowe bojówki z wschodniego Afganistanu, uspokajając tym sytuację w tamtym regionie.
28 lutego 2009 oficjalnie armia pakistańska poinformowała o zdobyciu okręgu i całkowitej kontroli nad Bajaur.

### II faza
W wyniku wyparcia talibów z Południowego Waziristanu po ofensywie z końca 2009 roku, część ekstremistów powróciła na ziemie Bajaur. W wyniku tego armia pakistańska zmuszona została to wznowienia ofensywy w Bajaur.
Wraz z wznowieniem ofensywy w mieście Khar w Bajaur miał 30 stycznia 2010 miejsce zamach w wyniku którego życie straciło 16 osób.
6 lutego 2010 wojska pakistańskie przejęły kontrolę nad miastem Damadola. Był to jeden z największych sukcesów armii podczas tej operacji. Jednak dopiero 20 kwietnia 2010 ogłoszono, iż Bajaur jest Agencją wolną od działań wojennych. Po tej deklaracji ok. 27 tys. uchodźców rozpoczęło powroty do swoich domostw.
Do największego starcia po tej deklaracji doszło 16 czerwca 2010, kiedy w potyczce śmierć poniosło 10 żołnierzy i 43 bojowników.

## Skutki
Później w kwietniu 2009 armia Pakistanu przeszła do ofensywy w prowincjach Dir, Buner oraz Dolinie Swat prowadząc operację Czarna Burza.
W wyniku zwycięskich zmagań w Bajaur, znaczna część bojowników schronienie znalazła w Waziristanie. Dlatego też w czerwcu 2009 siły pakistańskie rozpoczęły bombardowanie tamtych terenów, a w październiku ruszyła wielka operacja lądowa, zakończona po dwóch miesiącach sukcesem.